# Brailovskylus
Brailovskylus is een geslacht van wantsen uit de familie van de Scutelleridae (Pantserwantsen). Het geslacht werd voor het eerst wetenschappelijk beschreven door Eger in 2017.

## Soorten
Het genus is monotypisch en bevat alleen de volgende soort:

- Brailovskylus mexicanus Eger, 2017